# Heroj Sovjetskog Saveza
Heroj Sovjetskog Saveza (ruski: Герой Советского Союза) je bilo najviše počasno zvanje u Sovjetskom Savezu, ustanovljeno 1934. godine. Dodjeljivalo se za izuzetne zasluge, osobne ili kolektivne podvige u službi sovjetske države i društva. Ovim odlikovanjem odlikovano je 12.772 ljudi. Najveći broj heroja odlikovan je za zasluge tijekom Velikog domovinskog rata Sovjetskog Saveza od 1941. do 1945. godine. Pored zvanja Heroja Sovjetskog Saveza dobivao se Orden Lenjina, Medalja Zlatna zvijezda (simbol heroja Sovjetskog Saveza) i Povelja heroja (gramota) koje je dodjeljivao Prezidij Vrhovnog sovjeta Sovjetskog Saveza. Po uzoru na ovo odlikovanje i u drugim socijalističkim zemljama uvedena su slična odlikovanja heroja. 

## Povijest
Zvanje Heroja Sovjetskog Saveza ustanovljeno je 16. travnja 1934. godine, odlukom Centralnog izvršnog komiteta Sovjetskog Saveza, za osobne ili kolektivne usluge državi sa izvršenjem herojskih dela. Prvi primatelji ovog zvanja dobivali su samo Orden Lenjina, tada najviše sovjetsko odlikovanje, i povelju heroja ("gramota") koju je dodjeljivao Prezidij Vrhovnog sovjeta Sovjetskog Saveza i koja je opisivala herojski čin. Da bi se Heroji Sovjetskog Saveza razlikovali od ostalih nositelja Ordena Lenjina, odlukom Prezidija Vrhovnog sovjeta Sovjetskog Saveza, 1. kolovoza 1939. godine uvedena je Medalja Zlatna zvijezda koja je se dodjeljivala nositeljima ovog zvanja. Istom odlukom odlučeno je da svi dotadašnji nositelji zvanja dobiju medalju. Autor Medalje Zlatne zvijezde bio je arhitekt Miron Meržanov.
Drugim Ukazom 16. listopada 1939. godine, utvrđen je vanjski izgled medalje i predviđena je i mogućnost višekratnog nagrađivanja. Prema numeraciji heroja, dvostruki heroj dobivao je drugu medalju i brončanu spomen-bistu u domovini; trostruki heroj dobivao je treću medalju i njegova brončana bista trebala bi biti postavljena u Dvorani Sovjeta u Moskvi. Davanje Ordena Lenjina prilikom nagrađivanja drugom i trećom medaljom nije bilo predviđeno. O dodjeli takvog zvanja, po četvrti put, u Ukazu nije rečeno ni riječi, kao i o mogućem broju nagrada jednom čovjeku. Pošto je izgradnja Dvorane Sovjeta u Moskvi zbog rata bila odložena, a poslije rata se odustalo od gradnje, biste trostrukih heroja postavljane su u Kremlju.
Ukazom 6. rujna 1967. godine uveden je niz povlastica za Heroje Sovjetskog Saveza. Odlukom iz 1973. godine uvedena je dodjela Ordena Lenjina prilikom drugog i trećeg proglašenja za heroja. Praksu dodjele titule heroja više puta ukinuo je Vrhovni sovjet Sovjetskog Saveza 1988. godine tijekom perestrojke. 
Poslije raspada Saveza Sovjetskih Socijalističkih Republika, kao pandan ovom zvanju u Ruskoj Federaciji je uvedeno zvanje Heroj Ruske Federacije. U Bjelorusiji i Ukrajini je također uvedeno slično odlikovanje — Heroja Bjelorusije, odnosno Heroja Ukrajine.

## Broj odlikovanih
Ukupno je proglašeno 12 772 Heroja Sovjetskog Saveza. Od toga su njih 101 proglašeni dvostruko, 3 trostruko i 2 četverostruko. Ukupno 44 strana državljana odlikovano je titulom Heroja Sovjetskog Saveza. Ukupno 85 ljudi (28 posthumno) odlikovani su titulom za podvige tijekom rata u Afganistanu od 1979. do 1989. godine.
Iako originalni Statut Heroja Sovjetskog Saveza nije predviđao četvorostruko nagrađivanje, Georgij Žukov, maršal Sovjetskog Saveza i Leonid Brežnjev, generalni sekretar CK KPSS-a i predsjednik Prezidija Vrhovnog sovjeta SSSR, su pod kontroverznim okolnostima, u suprotnosti sa statutom, koji je ostao nepromijenjen do ukidanja odlikovanja 1991. godine, odlikovani četvrti put. Zvanja Heroja Sovjetskog Saveza lišeno je 74 lica iz raznih razloga, u najvećem broju zbog kršenja zakona.
Prvi nositelji zvanja Heroja Sovjetskog Saveza bili su piloti: Anatolij Ljapidevski, Sigizmund Levanevski, Vasilij Molokov, Nikolaj Kamanjin, Ivan Doronjin, Mihail Vodopjanov i Mavriki Slepnjov sudionici uspejšnog pronalaženja i spašavanja posade parobroda „Čeljuskin“, u vodama Arktika, 13. veljače 1934. godine. Prva žena proglašena za Heroja Sovjetskog Saveza bila je Valentina Grizodubova, prva žena pilot u Sovjetskom Savezu, odlikovana 2. studenoga 1938. godine.
Do početka 1941. godine zvanje heroja imalo je 626 lica, uključujući tri žene i petoro dvostruko odlikovanih. Najveći broj Heroja Sovjetskog Saveza, njih 11.635 (92% od ukupnog broja) odlikovan je za zasluge tijekom Velikog domovinskog rata Sovjetskog Saveza. Među Herojima iz Velikog domovinskog rata nalazi se 87 žena, a prva odlikovana bila je Zoja Kosmodemjanskaja, sovjetska partizanka, 16. veljače 1942. godine. Svi sovjetski kozmonauti, počevši od Jurija Gagarina, kao i strani državljani iz socijalističkih država koji su sudjelovali u sovjetskom svemirskom programu kao kozmonauti, primili su odlikovanje za svaki let u svemir, ali ne više od dva puta. Također, za zasluge tijekom rata odlikovano je i 13 gradova u Sovjetskom Savezu, koji su dobili počasni naziv - grad-heroj.

## Fotogalerija Heroja Sovjetskog Saveza
- Anatolij Ljapidevski
- Sigizmund Levanevski
- Valentina Grizodubova
- Zoja Kosmodemjanskaja
- Georgij Žukov
- Jurij Gagarin

## Gradovi heroji u Sovjetskom Savezu
- Moskva, Ruska SFSR, odlikovana 8. svibnja 1965. godine
- Lenjingrad, Ruska SFSR, odlikovan 8. svibnja 1965. godine
- Staljingrad, Ruska SFSR, odlikovan 8. svibnja 1965. godine
- Kijev, Ukrajinska SSR, odlikovan 8. svibnja 1965. godine
- Odesa, Ukrajinska SSR, odlikovana 8. svibnja 1965. godine
- Sevastopolj, Ukrajinska SSR, odlikovan 8. svibnja 1965. godine
- Brestovska tvrđava, Bjeloruska SSR, odlikovana 8. svibnja 1965. godine
- Novorosijsk, Ruska SFSR, odlikovan 14. rujna 1973. godine
- Kerč, Ukrajinska SSR, odlikovan 14. rujna 1973. godine
- Minsk, Bjeloruska SSR, odlikovan 26. lipnja 1974. godine
- Tula, Ruska SFSR, odlikovana 7. prosinca 1976. godine
- Murmansk, Ruska SFSR, odlikovan 6. svibnja 1985. godine
- Smolensk, Ruska SFSR, odlikovan 6. svibnja 1985. godine